# Hans Neusidler
Hans Neusidler, anche conosciuto come Neusiedler o Newsidler (Presburgo, 1508 – Norimberga, 2 febbraio 1563), è stato un compositore e liutista tedesco del periodo rinascimentale.
È nato a Presburgo, l'odierna Bratislava, per stabilirsi a Norimberga nel 1530. Qui si sposò nello stesso settembre. 
Ad aprile del 1531 comprò una casa sullo Zotenberg. Li insegnò il liuto per un decennio e pubblicò otto libri di musica per liuto tra 1536 e 1549.
Con sua moglie ebbe 13 figli. A causa di grandi problemi finanziari, la moglie morì nel 1556. Dopo cinque mesi si sposò nuovamente, avendo altri quattro figli. La seconda moglie morì nell'agosto del 1562.
Newsidler morì l'anno seguente a Norimberga.
I suoi figli Melchior Neusidler (1531–1590) e Konrad Neusidler (1541-circa 1604) sono stati anch'essi compositori e liutisti di una certa fama.